# A nagy ho-ho-horgász

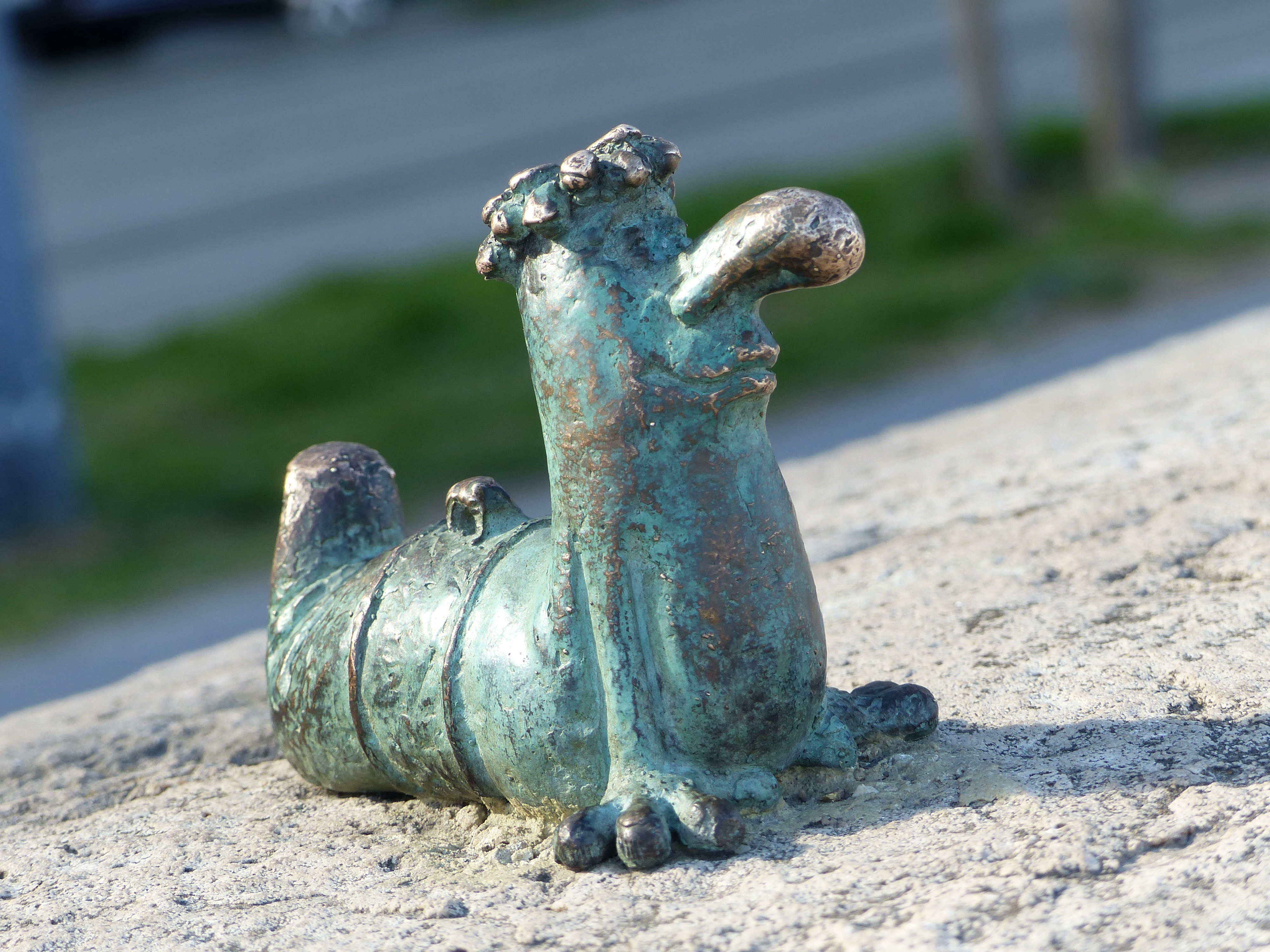
Főkukac

A nagy ho-ho-horgász magyar televíziós rajzfilmsorozat, amelyet Dargay Attila és Füzesi Zsuzsa rendezett. A forgatókönyvet Csukás István és Sajdik Ferenc írta, a zenéjét Pethő Zsolt és a 100 Folk Celsius együttes szerezte, a főszerepben Balázs Péter és Mikó István hangja hallható. A sorozat két főszereplője A nagy ho-ho-horgász és a Főkukac. A sorozat két évadból állt (mindkettő 13 epizódból). Az első 1982-ben, a második 1988-ban készült.

## Rövid tartalom
A mindenre elszánt nagy ho-ho-horgász és barátja, aki ki más lehetne, mint Főkukac. Nyáron a hőségben nincs is jobb, mint a hűs víz partján üldögélni. Horgászszenvedélyének hódol főhősünk is, aki folyamatosan sok-sok kalandba csöppen. De a szenvedély azért szenvedély, hogy minden akadályt legyőzzön. Télen a városban persze akváriumokból, háztetőről, kéményből, fürdőkádból és szökőkútról is ki tudnak horgászni kifáradhatatlanul és észszerűen.

## Mesekönyvek
A könyvek a rajzfilmsorozat után megjelentek Csukás István forgatókönyve nyomán. A rajzokat Sajdik Ferenc készítette.
- A nagy Ho-ho-ho-horgász (képeskönyv) (Pannónia Filmstúdió, 1985) Rajzolta: Füzesi Zsuzsa[1]
- A nagy Ho-ho-ho-horgászverseny (meseregény) (Pannónia Filmstúdió, 1987) Rajzolta: Sajdik Ferenc
- A nagy Ho-ho-ho-horgász fejtörői (fejtörő) (Pannónia Filmstúdió, 1987)
- Csalikukac csavarog (minikönyv) (Pannónia Filmstúdió, 1988) Rajzolta: Füzesi Zsuzsa
- A nagy fofoforgószél (kifestő) (POLYGON, 1988) Rajzolta: Sajdik Ferenc
- Sün Balázs (gyermekversek) (SANTOS Bt., 1997) Rajzolta: Radványi Zsuzsa
- Sün Balázs (gyermekversek) (Gesta Könyvkiadó Kft., 1998) Rajzolta: Füzesi Zsuzsa
- A nagy Ho-ho-ho-horgász télen (meseregény) (Gesta Könyvkiadó Kft., 1999) Rajzolta: Sajdik Ferenc
- A nagy Ho-Ho-Ho-horgász kórházban (meseregény) (Könyvmolyképző Kiadó (Szeged), 2009) Rajzolta: Sajdik Ferenc
- A nagy Ho-Ho-Ho-horgász nyáron (meseregény) (Könyvmolyképző Kiadó (Szeged), 2010) Rajzolta: Sajdik Ferenc
- A nagy Ho-ho-ho-horgászverseny (meseregény) (Könyvmolyképző Kiadó (Szeged), 2012) Rajzolta: Sajdik Ferenc
- A nagy Ho-ho-ho-horgász télen (meseregény) (Könyvmolyképző Kiadó (Szeged), 2014) Rajzolta: Sajdik Ferenc

## Gyártás
A sorozat két szériából készült. Az első évad 1982-ben, a második évad pedig 1988-ban készült el a Magyar Televízió megrendelésére.
- Rendezte: Dargay Attila, Füzesi Zsuzsa
- Írta: Csukás István, Sajdik Ferenc
- Dramaturg: Bálint Ágnes, Szentistványi Rita
- Zenéjét szerezte: Pethő Zsolt, 100 Folk Celsius
- Operatőr: Bacsó Zoltán, Losonczy Árpád[2]
- Hangmérnök: Bársony Péter
- Hangasszisztens: Zsebényi Béla
- Vágó: Hap Magda
- Vágóasszisztens: Völler Ágnes
- Figuratervező: Sajdik Ferenc
- Háttér: Moró Lajos, Sajdik Ferenc, Szálas Gabriella
- Mozdulattervezők: Bakai Piroska, Éber Magda, Javorniczky Nóra, Kecskés Magda, Madarász Zoltán, Nyírő Erzsébet, Paulovics András, Radvány Zsuzsa, Szabados István
- Rajzolták: Bajnóczky Mária, Balikó Réka, Balogh János, Berdin Bea, Csóka Melinda, Erdélyi Szilvia, Éber Magda, Farkas Balázs, Fülöp Márta, Füzesi Zsuzsa, Gyarmathy Ildikó, Jehoda Magdolna, Móré Katalin, Reisinger Andrea, Somos Zsuzsa, Sostarics Yvette, Szabados István, Turzó Zsuzsa, Zana János
- Színes technika: György Erzsébet
- Gyártásvezető: Marsovszky Emőke
- Produkciós vezető: Budai György, Sárosi István

- Készítette a Magyar Televízió megbízásából a Pannónia Filmstúdió

Források:

## Szereplők

### Főszereplők
- A nagy ho-ho-horgász: Balázs Péter
- Főkukac: Mikó István
- A nagy ho-ho-horgász felesége: Tóth Judit
- Főkukac neje: Pálos Zsuzsa
- Öreg hal: Képessy József, Miklósy György (9. és 11. részből)
- Egérke: Kóti Kati

### Epizódszereplők
- Tollas / Rák: Sztankay István
- Mérges cickány / Harcsa / Másik hal: Füzessy Ottó
- Gyöngytyúk: Bakó Márta
- Orvhorgász: Farkas Antal
- Postás: Gruber Hugó
- Egyik hal: Szabó Ottó
- Pelikán: Ujréti László
- Egyik madár / Szürke tyúk: Hacser Józsa
- Barna tyúk: Földessy Margit
- Teknős: Gálvölgyi János

További szereplők: Czigány Judit, Cs. Németh Lajos, Komlós András, Kovács Klára, Magda Gabi, Orosz István, Szoó György, Usztics Mátyás, Varga T. József

## Epizódok
A rajzfilmsorozatot 2006-ban DVD-n is kiadták.
| Évad | Évad        | Részek száma | Részek száma | Eredeti sugárzás   | Eredeti sugárzás  | Magyar adó       |
| Évad | Évad        | Részek száma | Részek száma | Évadbemutató       | Évadzáró          | Magyar adó       |
| ---- | ----------- | ------------ | ------------ | ------------------ | ----------------- | ---------------- |
|      | 1.          | 13           | 13           | 1984. december 1.  | 1985. február 23. | Magyar Televízió |
|      | 2.          | 13           | 13           | 1989. december 30. | 1990. január 27.  | Magyar Televízió |
|      | Különkiadás | Különkiadás  | Különkiadás  | 1990. április 15.  | 1990. április 15. | Magyar Televízió |

### 1. évad (1984–85)
| Sor. | Év. | Cím                     | Rendező                      | Premier            |
| ---- | --- | ----------------------- | ---------------------------- | ------------------ |
| 1.   | 1.  | Reszkessetek halacskák! | Dargay Attila, Füzesi Zsuzsa | 1984. december 1.  |
| 2.   | 2.  | A csalafinta csali      | Dargay Attila, Füzesi Zsuzsa | 1984. december 8.  |
| 3.   | 3.  | A repülő hal            | Dargay Attila, Füzesi Zsuzsa | 1984. december 15. |
| 4.   | 4.  | A sötétlelkű orvhorgász | Dargay Attila, Füzesi Zsuzsa | 1984. december 22. |
| 5.   | 5.  | Születésnapi ajándék    | Dargay Attila, Füzesi Zsuzsa | 1984. december 29. |
| 6.   | 6.  | A gumihal               | Dargay Attila, Füzesi Zsuzsa | 1985. január 5.    |
| 7.   | 7.  | A falánk pelikán        | Dargay Attila, Füzesi Zsuzsa | 1985. január 12.   |
| 8.   | 8.  | Az éjszakai horgászat   | Dargay Attila, Füzesi Zsuzsa | 1985. január 19.   |
| 9.   | 9.  | Teknősháton lovagolva   | Dargay Attila, Füzesi Zsuzsa | 1985. január 26.   |
| 10.  | 10. | A mindentvágó rákolló   | Dargay Attila, Füzesi Zsuzsa | 1985. február 2.   |
| 11.  | 11. | A titokzatos békaember  | Dargay Attila, Füzesi Zsuzsa | 1985. február 9.   |
| 12.  | 12. | Nászajándék             | Dargay Attila, Füzesi Zsuzsa | 1985. február 16.  |
| 13.  | 13. | Virágcsokor a horgon    | Dargay Attila, Füzesi Zsuzsa | 1985. február 23.  |

### 2. évad (1989–90)
| Sor. | Év. | Cím                        | Rendező       | Premier            |
| ---- | --- | -------------------------- | ------------- | ------------------ |
| 14.  | 1.  | Horgász a tetőn            | Füzesi Zsuzsa | 1989. december 30. |
| 15.  | 2.  | Horgász a kéményben        | Füzesi Zsuzsa | 1989. december 16. |
| 16.  | 3.  | Szálka hal nélkül          | Füzesi Zsuzsa | 1989. november 25. |
| 17.  | 4.  | A megszökött műhal         | Füzesi Zsuzsa | 1990. január 27.   |
| 18.  | 5.  | Csecsemőaltató horgászbot  | Füzesi Zsuzsa | 1989. december 2.  |
| 19.  | 6.  | Horgász a halpiacon        | Füzesi Zsuzsa | 1990. január 20.   |
| 20.  | 7.  | Mit hozott a Mikulás?      | Füzesi Zsuzsa | 1989. december 5.  |
| 21.  | 8.  | A karácsonyi hal           | Füzesi Zsuzsa | 1989. december 24. |
| 22.  | 9.  | A holló és a hal           | Füzesi Zsuzsa | 1990. január 13.   |
| 23.  | 10. | Hová tűnt a horgászzsinór? | Füzesi Zsuzsa | 1989. november 11. |
| 24.  | 11. | Kétoldali horgászláz       | Füzesi Zsuzsa | 1990. január 6.    |
| 25.  | 12. | A fagyasztott hal          | Füzesi Zsuzsa | 1989. november 18. |
| 26.  | 13. | Az eldugult mosogató       | Füzesi Zsuzsa | 1989. november 4.  |

### Különkiadás (1990)
| Sor. | Év. | Cím                            | Rendező       | Író                          | Premier           |
| --- | --- | ------------------------------ | ------------- | ---------------------------- | ----------------- |
| 27. | 1.  | A nagy ho-ho-ho-horgászverseny | Füzesi Zsuzsa | Csukás István, Sajdik Ferenc | 1990. április 15. |
| A nagy ho-ho-ho-horgász és a Főkukac a postástól váratlan levelet kap, melyben meghívják őket a nagy ho-ho-ho-horgászversenyre. |     |                                |               |                              |                   |

## Hanglemez
1985-ben készült, majd 1986-ban megjelent a Pepita hanglemez kiadónál A nagy ho-ho-ho-horgász című hanglemez a 100 Folk Celsius együttestől, amely a rajzfilmsorozat alapján készült Country-stílusban. Aranylemez lett. A hagyományos country-stílus előadásmódjával egyre több, gyermekeknek szóló koncertet adtak, aminek eredményeképpen 1988-ban megkaptak a magyar hanglemez-kiadók eMeRTon díját.
A főcímdal zenéjét Pethő Zsolt szerezte, a dalszöveget Csukás István írta.
| Dal                     | Perc | Dátum | Előadók          | Zeneszerző(k) és dalszövegíró(k) | Albumszám                         |
| ----------------------- | ---- | ----- | ---------------- | -------------------------------- | --------------------------------- |
| A nagy ho-ho-ho-horgász | 2:20 | 1986  | 100 Folk Celsius | Pethő Zsolt, Csukás István       | (Pepita LP 37011, 1986. A oldal.) |
| A mi hangszereink       | 2:30 | 1986  | 100 Folk Celsius | 100 Folk Celsius                 | (Pepita LP 37011, 1986. A oldal.) |
| Kis herceg              | 4:00 | 1986  | 100 Folk Celsius | 100 Folk Celsius                 | (Pepita LP 37011, 1986. A oldal.) |
| Szeretem…               | 2:55 | 1986  | 100 Folk Celsius | 100 Folk Celsius                 | (Pepita LP 37011, 1986. A oldal.) |
| Lego                    | 2:43 | 1986  | 100 Folk Celsius | 100 Folk Celsius                 | (Pepita LP 37011, 1986. A oldal.) |
| Indián                  | 4:00 | 1986  | 100 Folk Celsius | 100 Folk Celsius                 | (Pepita LP 37011, 1986. A oldal.) |
| Észak                   | 2:59 | 1986  | 100 Folk Celsius | 100 Folk Celsius                 | (Pepita LP 37011, 1986. A oldal.) |
| Libalegelő              | 2:37 | 1986  | 100 Folk Celsius | 100 Folk Celsius                 | (Pepita LP 37011, 1986. A oldal.) |
| Túró Rudi               | 3:02 | 1986  | 100 Folk Celsius | 100 Folk Celsius                 | (Pepita LP 37011, 1986. B oldal.) |
| ABC                     | 2:33 | 1986  | 100 Folk Celsius | 100 Folk Celsius                 | (Pepita LP 37011, 1986. B oldal.) |
| Miki Manó               | 3:28 | 1986  | 100 Folk Celsius | 100 Folk Celsius                 | (Pepita LP 37011, 1986. B oldal.) |
| Vásárlás                | 1:56 | 1986  | 100 Folk Celsius | 100 Folk Celsius                 | (Pepita LP 37011, 1986. B oldal.) |
| A macska meg az egér    | 1:00 | 1986  | 100 Folk Celsius | 100 Folk Celsius                 | (Pepita LP 37011, 1986. B oldal.) |
| Hófehérke               | 2:29 | 1986  | 100 Folk Celsius | 100 Folk Celsius                 | (Pepita LP 37011, 1986. B oldal.) |
| A nagy ku-ku-ku-kukac   | 2:29 | 1986  | 100 Folk Celsius | 100 Folk Celsius                 | (Pepita LP 37011, 1986. B oldal.) |
| A kutya és a Hold       | 3:35 | 1986  | 100 Folk Celsius | 100 Folk Celsius                 | (Pepita LP 37011, 1986. B oldal.) |

100 Folk Celsius:
- Orbán József – akusztikus gitár, ének, vokál
- Kovács József László – akusztikus gitár, bendzsó, ének, vokál
- Littvay Imre – gitárok, mandolin, ének, vokál
- Drosztmér István – basszusgitár, szájharmonika, ének, vokál
- Mikes Attila – hegedű, ének, vokál
- Kocsándi Miklós – dob, ütőhangszerek, doromb, ének, vokál
- Zenei rendező: Szörényi Szabolcs
- Hangmérnök: Jánossy Béla, Szakály Mátyás

A felvételek 1985-ben készültek a Főnix Stúdióban.